# Cantón de Appenzell Rodas Interiores
El cantón de Appenzell Rodas Interiores (AI, en alemán Appenzell Innerrhoden, en francés Appenzell Rhodes-Intérieures, en italiano Appenzello Interno) es un cantón de Suiza. Es el cantón menos poblado y el segundo menos extenso de Suiza.
Appenzell es la capital de este cantón. Appenzell Rodas Interiores está ubicado en el noreste de Suiza. Limita al norte con el cantón de Appenzell Rodas Exteriores, al este con el de San Galo. Su superficie es de 173 km². El pico del Säntis es una de las atracciones principales del cantón.

## Historia
En 1513 el cantón de Appenzell fue el decimotercer cantón en unirse a la Confederación Suiza. En 1597 el cantón se dividió en dos semicantones debido a las diferencias religiosas: el semicantón de Appenzell Rodas Interiores (católico) y el de Appenzell Rodas Exteriores (protestante).
La constitución fue aprobada en 1872.

## Economía
Las principales actividades agrícolas del cantón son el pastoreo y la ganadería.
Ingresos (en millones de CHF): 646.

## Política
Todos los ciudadanos del cantón se reúnen en una de las plazas de Appenzell, el último domingo del mes de abril, para la Landsgemeinde (asamblea general). Allí los naturales del cantón (suizos) votan para elegir a sus representantes al parlamento cantonal. En el cantón de Appenzell Rodas Interiores, las mujeres aún no podían votar hasta 1990  Sólo después de una votación federal y una decisión del Tribunal Supremo consiguieron el reconocimiento de este derecho.

## Municipios
El cantón está dividido en distritos en vez de municipios, lo que quiere decir que los distritos equivalen a las comunas de los demás cantones suizos. Los seis distritos son:
- Appenzell
- Schwende
- Rüte
- Schlatt-Haslen
- Gonten
- Oberegg